# Avanafil
Avanafil (INN, merknaam Spedra of Stendra) is een geneesmiddel voor de behandeling van erectiestoornissen. Het is enkel effectief als het gepaard gaat met seksuele stimulatie.
Avanafil is ontwikkeld door het farmaceutisch bedrijf Vivus met hoofdkwartier in Mountain View, Californië.  Het middel is op 21 juni 2013 toegelaten in de Europese Unie.

## Werking
Avanafil behoort tot de "potentiemiddelen" zoals sildenafil (Viagra), vardenafil (Levitra) en tadalafil (Cialis). Net als deze middelen is avanafil een remmer van het enzym PDE5 (fosfodiesterase type 5). Dat heeft als effect een verhoogde concentratie aan cyclisch guanosinemonofosfaat in de penis, wat resulteert in ontspanning van het gladde spierweefsel en de instroming van bloed in het penisweefsel met als resultaat een erectie. Avanafil heeft als voordeel dat het sneller effect heeft.

## Dosering
Het is verkrijgbaar in tabletten met 50, 100 of 200 milligram avanafil. De aanbevolen dosis is 100 milligram, in te nemen ongeveer 30 minuten voor de seksuele activiteit. De dosis kan verhoogd worden tot 200 mg of verlaagd tot 50 mg.

## Contra-indicaties
Avanafil is gecontra-indiceerd bij patiënten met een ernstige leverfunctiestoornis of een ernstige nierfunctiestoornis.